# Thekla von Ikonium

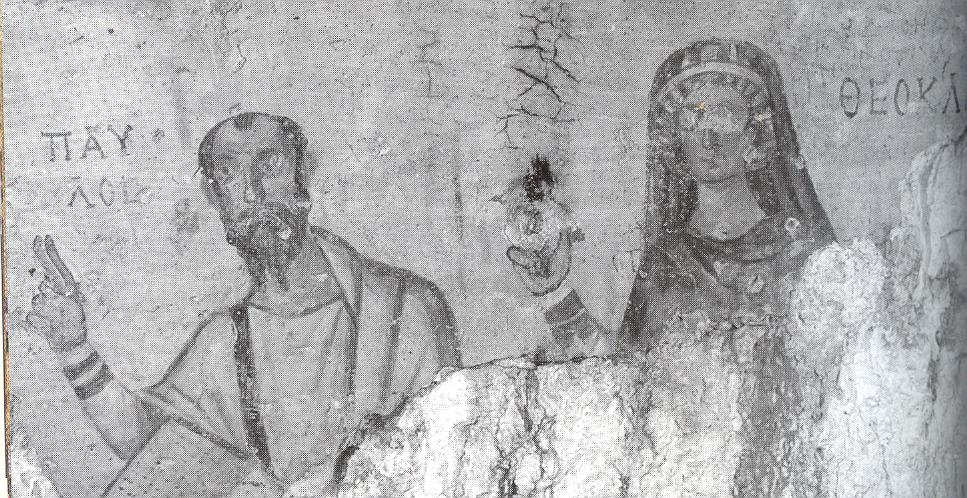
Ausschnitt des Freskos von „Paulus und Thekla“ aus dem 6. Jahrhundert in der Paulus- und Theklagrotte am Nordhang des Bülbül Dağı (deutsch „Nachtigallenberg“) oberhalb der Ruinen des antiken Ephesus Inspiriert durch die „Acta Pauli et Theclae“ aus dem 2. Jahrhundert; Paulus ist im Bild mit ΠΑΥΛΟϹ beschriftet, Thekla in der Variante ΘΕΟΚΛ[Α]. Die Mutter Θεοκλιά befindet sich (nicht abgebildet) links neben Paulus, aus dem Fenster eines Hauses auf die beiden blickend.

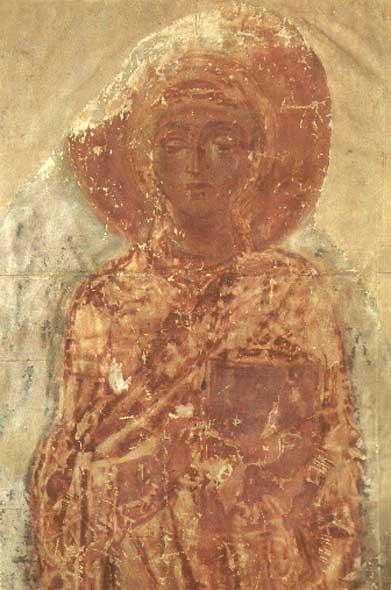
Die heilige Thekla, Fresko in der Verklärungskathedrale in Tschernihiw, Ukraine

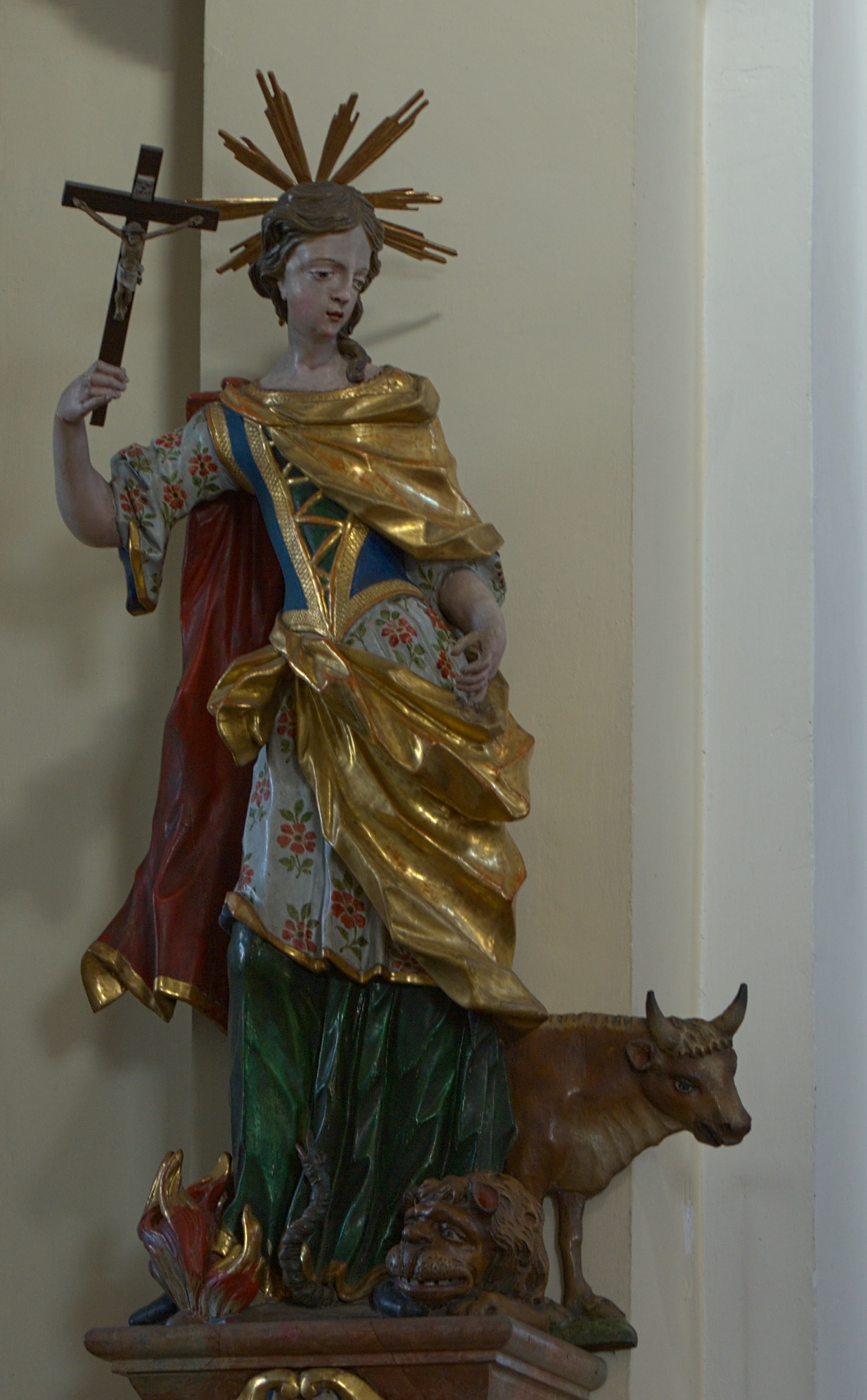
Heilige Thekla in der Pfarrkirche in Judenburg

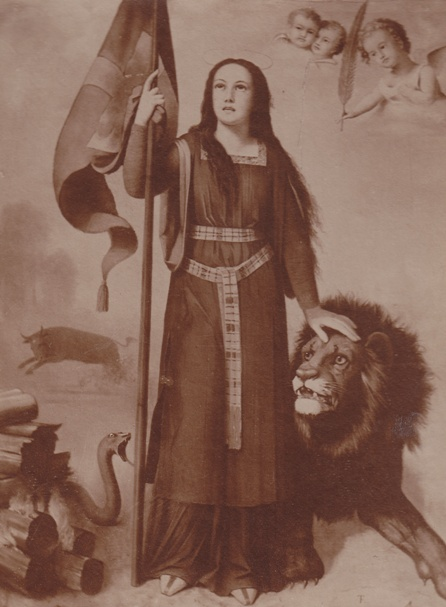
Heilige Thekla, Gemälde von Franz Thöne 1902 für das Franziskanerkloster Paderborn

Thekla von Ikonium (altgriechisch Θέκλα Thékla, lateinisch Thecla) war den apokryphen Berichten der Paulusakten zufolge eine heilige Jungfrau und Schülerin des Apostels Paulus im ersten Jahrhundert. Sie wird in der katholischen Kirche als Heilige und in den orthodoxen Kirchen als Apostelgleiche und Protomärtyrin verehrt. Ihre Gedenktage sind der 23. September (katholisch), der 24. September (orthodox) und der 26. Juli (Alt-Jerusalemer Liturgie). Ihre Attribute sind der Löwe, wilde Tiere im Allgemeinen und der Scheiterhaufen.

## Überlieferung
Über Thekla berichten nur die Akten des Paulus und der Thekla aus dem 2. Jahrhundert mit legendarischen Elementen. Die Akten berichten über eine vornehme Jungfrau aus Ikonium, die den Apostel Paulus hörte und ihm folgte. Sie verschaffte sich Zutritt zum Gefängnis. Infolge des Gelübdes eines jungfräulichen Lebens um Christi willen wurde sie von ihrer Familie und ihrem Bräutigam, Thamyris, verstoßen und als Christin denunziert. Bei der Hinrichtung wurde sie durch Wunder vor den wilden Tieren gerettet. Nach dem Tod des Apostels Paulus lebte sie bis ins hohe Alter als Eremitin in einer Höhle bei Seleukia am Kalykadnos.
Der historische Kern dieser Überlieferung ist umstritten. Der Wiener Koptologe Hans Förster hält es zumindest für „nicht unmöglich“, dass es in Ikonium eine Thekla gab, die durch Paulus zum Christentum bekehrt wurde. Carl Schmidt dagegen glaubt, dass selbst der oft behauptete „geschichtliche Kern noch der Legende angehört“.

## Wirkungsgeschichte
Die Akten des Paulus und der Thekla wurden in einige Sprachen, wie koptisch, syrisch, armenisch, äthiopisch, arabisch und lateinisch übersetzt. Mehrere erhaltene Handschriften zeugen von einer hohen Verbreitung dieses Textes. Die Akten werden zuerst bei Tertullian erwähnt. Dieser kritisiert, dass eine Frau lehre und taufe, und wertet die Akten als Fälschung: 

„Wenn nun diejenigen [Frauen], welche die fälschlich geschriebenen Akten des Paulus (anrufen), um am [Beispiel der Thekla] die Erlaubnis für Frauen, zu lehren und zu taufen, zu verteidigen, so mögen sie wissen, dass der Presbyter in Asien, der diese Schrift hergestellt hat, als könne er dem Ansehen des Paulus etwas von dem Seinigen hinzufügen, von seinem Amt zurückgetreten ist, nachdem er überführt war und gestanden hatte, dass er das aus Liebe zu Paulus getan habe.“

Andere Kirchenschriftsteller zeigen in ihren Texten eine hohe Wertschätzung für die Zeugin des Glaubens. Aus der zweiten Hälfte des 5. Jahrhunderts stammt die Vita et miracula S. Theclae, die sich auf die Akten stützt und über Wunder am Grab der Heiligen berichtet. Diese wurden möglicherweise von dem orthodoxen Bischof von Seleukia, Basileios, verfasst. In Seleukia entwickelte sich an der Stelle, wo Thekla gelehrt und getauft haben soll, in der Spätantike ein bekannter Wallfahrtsort, heute Ayathekla genannt. Ein ebenso bedeutender Wallfahrtsort ist eine Höhle (arabisch Mağarat Mār Taqlā) im syrischen Bergort Maalula (Kloster der Heiligen Thekla). Paul Heyse veröffentlichte 1858 eine Versnovelle in Hexametern, die auf der Überlieferung zur Thekla von Ikonium beruht.